# Gebet des Heiligen Ephraim
Das Gebet des Heiligen Ephraim (griech. Ευχή Αγίου Εφραίμ του Σύρου) ist ein kurzes Gebet aus dem sogenannten Ephraem Graecus, einem Ephraim dem Syrer zugeschriebenen aber nur auf Griechisch überlieferten Textkorpus, zuerst ediert von Giuseppe Simone Assemani (1746).
Das Gebet hält eine wichtige Position in der Praxis der Fastenzeit in den orthodoxen Kirchen und katholischen Ostkirchen, es wird in den wöchentlichen Gottesdiensten der Fastenzeit nach dem Byzantinischen Ritus zitiert, etwa in der Präsanktifikaten-Liturgie, wie auch in der privaten Praxis.

## Text
| Originaltext | Kirchenslawisch (1656) | wörtliche Übersetzung |
| Κύριε καὶ Δέσποτα τῆς ζωῆς μου, πνεῦμα ἀργίας, περιεργείας, φιλαρχίας καὶ ἀργολογίας μή μοι δῷς. Πνεῦμα δὲ σωφροσύνης, ταπεινοφροσύνης, ὑπομονῆς καὶ ἀγάπης, χάρισαί μοι τῷ σῷ δούλῳ. Ναί, Κύριε Βασιλεῦ, δώρησαί μοι τοῦ ὁρᾶν τὰ ἐμὰ πταίσματα, καὶ μὴ κατακρίνειν τὸν ἀδελφόν μου, ὅτι εὐλογητὸς εἶ, εἰς τοὺς αἰῶνας τῶν αἰώνων. Ἀμήν. | Господи и владыко живота моегω, духъ праздности, оунынїѧ, любоначалїѧ и празднословїѧ не даждь ми. Духъ же цѣломѹдрїѧ, смиренномѹдрїѧ, терпѣнїѧ и любве, дарѹй ми рабѹ твоемѹ. Ей Господи Царю, даруй ми зрѣти моѧ прегрѣшенїѧ, и не ωсуждати брата моегω, якω благословенъ еси во вѣки вѣковъ. Аминь. | Herr und Gebieter meines Lebens, einen Geist des Müßiggangs, des Kleinmuts, der Herrschsucht und der Geschwätzigkeit gib mir nicht. Einen Geist aber der Besonnenheit, Demut, Geduld und Liebe gewähre mir, deinem Knecht. Ja, Herr, König, schenke mir, meine Fehltritte zu sehen und meinen Bruder nicht zu verurteilen; denn du bist gepriesen von Ewigkeit zu Ewigkeit. Amen. |

Die hier zitierte slawische Version ist die unter Patriarch Nikon eingeführte, die heute in der russischen Kirche Verwendung findet. Eine frühere Variante ist im Typikon von 1633 sowie im Liturgikon von 1639 überliefert. Die moderne slawische Version stellt eine Annäherung an den Wortlaut des griechischen Textes dar, die ältere, noch bei den russischen Altgläubigen gebräuchliche, hat einige Abweichungen: Wo der griechische Text μή μοι δῷς („gib mir nicht“) hat, steht ωтжεни ωт мεнε „nimm von mir“, und
für περιέργια („Kleinmut; Übereifer; Aufdringlichkeit“) steht небрежεнїѧ, welches gewöhnlich für griech. ακηδία, (also „Acedia, Trägheit, Nachlässigkeit“) gesetzt wird. Ferner stand in der Version von 1633 neben любоначалїѧ für φιλαρχία „Herrschsucht“  noch срεбролюбїѧ „Geldliebe, Geiz“, und neben празднословїѧ für ἀργολογίας „Geschwätzigkeit“ noch тщеславїѧ „Eitelkeit“.